# La Pendaison de Cultus George
La Pendaison de Cultus George (titre original : The Hanging of Cultus George) est une nouvelle de l'écrivain américain Jack London, publiée aux États-Unis en 1912.

## Historique
La nouvelle est publiée initialement dans le Cosmopolitan en janvier 1912, avant d'être reprise dans le recueil Smoke Bellew en octobre 1912.

## Éditions

### Éditions en anglais
- The Hanging of Cultus George, dans le Cosmopolitan, périodique, janvier 1912.
- The Hanging of Cultus George, dans le recueil Smoke Bellew, New York ,The Macmillan Co, octobre 1912.

### Traductions en français
- La Pendaison de Cultus George, traduction de Louis Postif, in Belliou et le courtaud, recueil, G. Crès & Cie, août 1929.
- La Pendaison de Cultus George, traduction de Louis Postif, in Belliou la fumée, recueil, 10/18, 1982.
- La Pendaison de Cultus George, traduction de Louis Postif, in Belliou la fumée, recueil, Pocket, 1996.
- La Pendaison de Cultus George, traduction de Louis Postif, in Belliou la fumée, recueil, Phébus, 2006.